# Martin Stevens
Martin Peter Stevens (* 1. Februar 1929 in Eschweiler; † 13. November 2015 ebenda) war ein deutscher Schwimmmeister und Politiker (SPD). Er gehörte vom 30. Mai 1985 bis zum 31. Mai 1995 dem Landtag von Nordrhein-Westfalen an.

## Leben
Trotz einer erfolgreichen Ausbildung als Modelltischler zog es Martin Stevens zum Schwimmsport. Er absolvierte eine Lehre als Schwimmmeister und wurde schon früh im Vereinssport seiner Heimatstadt tätig.
Parallel dazu begann seine politische Karriere. Zunächst war er bis zur kommunalen Neugliederung 1972 politisch in seiner Heimatstadt Weisweiler (heute Stadtteil von Eschweiler) tätig. Er gehörte dem Kreistag des Kreises Aachen seit dem 23. April 1972 an. In der Zeit zwischen 1991 und 1998 war er Fraktionsvorsitzender der SPD-Kreistagsfraktion. Im Landschaftsverband Rheinland war er von 1975 bis 1995 tätig. 1985 wurde er weiterhin als Direktkandidat für den Wahlbezirk Kreis Aachen (Südkreis) gewählt. 1990 konnte er diesen Erfolg wiederholen. Schwerpunkt seiner Arbeit war die Tätigkeit im Petitionsausschuss des Landes. 1995 verzichtete er aus Altersgründen auf eine erneute Kandidatur.
Für seine ehrenamtliche Tätigkeit wurde Martin Stevens 1996 durch den ehemaligen Landtagspräsidenten Ulrich Schmidt mit dem Bundesverdienstkreuz geehrt. Weiterhin erhielt er die Kurt-Koblitz-Medaille der SPD im Kreis Aachen. 
Nach seinem Ausscheiden aus der aktiven Politik widmete Martin Stevens sich verstärkt wieder dem Schwimmsport. Der Schwimmbezirk Aachen e. V. wählte Martin Stevens für seine aktive Mitarbeit für den Vereinssport zum Ehrenvorsitzenden.